# Rick Warren
Richard D. (dit « Rick ») Warren, né le 28 janvier 1954 à San José, est un pasteur chrétien baptiste, fondateur de l'Église de Saddleback, une megachurch baptiste basée à Lake Forest en Californie aux États-Unis. Il est l'initiateur du P.E.A.C.E. Plan et l’auteur de nombreux ouvrages chrétiens, notamment Une vie motivée par l'essentiel. Depuis 2022, il est directeur de la coalition missionnaire Finishing the Task. 

## Biographie
Warren est né à San José (Californie), en 1954, de Jimmy et Dot Warren. Il est diplômé de l’école secondaire en 1972. 
Il étudie à l'Université baptiste de Californie de Riverside, en Californie, et obtient un Bachelor of Arts, puis il étudie en théologie au Séminaire théologique baptiste du Sud-Ouest à Fort Worth, Texas et obtient un master (Master of Divinity) en 1979. Il étudie également au Séminaire théologique Fuller à Pasadena, Californie et obtient un doctorat en Ministère.

### Ministère

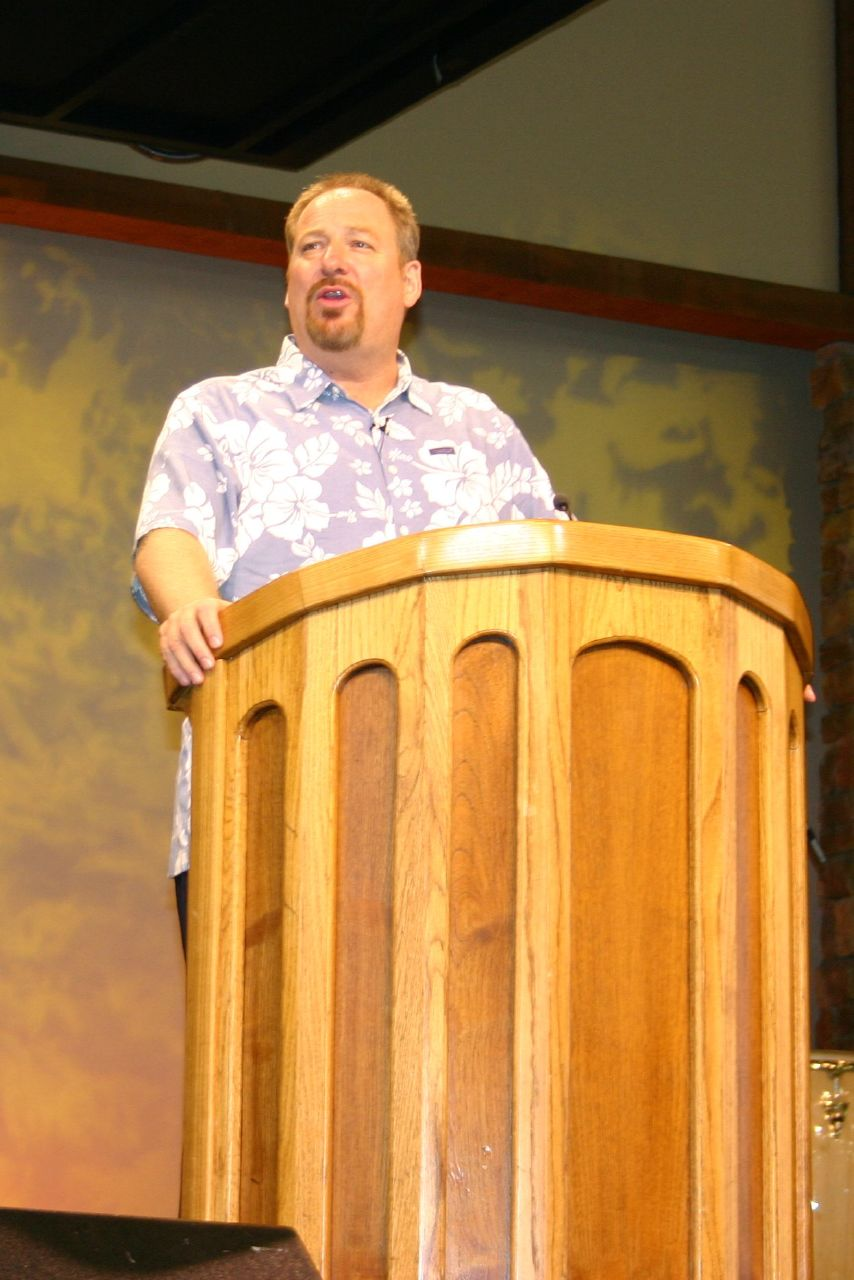
Rick Warren en 2005

En janvier 1980, il commence un groupe d’étude de la Bible, avec sept personnes, et sa femme, dans leur condo de Saddleback Valley, dans le Comté d'Orange (Californie). Trois mois plus tard, ils fondent l'Église de Saddleback, lors de son premier service qui a lieu dans le gymnase d’une école secondaire, le jour de Pâques en 1980,.
En 1995, il publie le livre Une église motivée par l'essentiel qui est un best-seller quelques semaines après sa publication.
En 2002, il publie Une vie motivée par l'essentiel qui est un best-seller dès sa sortie. En 2019, 32 millions d'exemplaires ont été vendus dans plus de 85 langues.
En 2005, lors du congrès du centenaire de l’Alliance baptiste mondiale, il affirme que le retrait de la Southern Baptist Convention de l’Alliance, est une erreur puisque des différences théologiques ne doivent empêcher pas une communion avec d’autres églises. 
Pendant l'élection présidentielle américaine de 2008, Rick Warren anime le Forum civil de la présidence dans son église, avec les candidats Barack Obama et John McCain.
Le 20 janvier 2009, Warren est choisi pour diriger une prière lors de la cérémonie d'investiture du 44e président des États-Unis, Barack Obama.
En 2010, il est choisi pour diriger une prière lors de la cérémonie d'investiture du président du Rwanda, Paul Kagame. Depuis cette date, il fait partie du Conseil consultatif présidentiel de ce dernier , .
En janvier 2022, il devient directeur de Finishing the Task, une coalition missionnaire.
En août 2022, Warren quitte sa fonction de pasteur principal tout en conservant une fonction de pasteur fondateur.
En mai 2023, il est nommé chancelier du Collège Spurgeon de Londres.
En juin 2023, après l’excommunication de l’Église de Saddleback de la Southern Baptist Convention en raison de l’embauche d’une femme pasteure, il défend le ministère pastoral des femmes, lors de la convention annuelle.

### Purpose Driven
Purpose-driven est le ministère qui suit la publication de son livre en 1995 Une église motivée par l'essentiel.  Ce ministère donne des formations sur 5 principaux objectifs, soit l'adoration, l'Église, le discipolat, le  ministère et la  mission.
En 2004, plus de 10 000 églises de diverses dénominations ont assisté à un séminaire ou à une conférence menée par Warren.

### P.E.A.C.E. Plan
En 2003, Saddleback Church, Kay et Rick Warren fondent le P.E.A.C.E. Plan, un programme humanitaire de développement pour les églises,.

### Conférences
Warren est invité à prendre la parole dans divers forums nationaux et internationaux, entre autres les Nations unies, le Forum économique mondial de Davos, l’Union africaine, le Council of Foreign Relations (États-Unis), la Kennedy School of Government (de l’Université Harvard), et le Sommet mondial de la santé du Time Magazine. Il est également le signataire d’une déclaration au sujet de l’Initiative sur le réchauffement climatique.

## Vie privée
Warren épouse Elizabeth K. Warren (Kay) en 1975. Ils ont trois enfants adultes (Josh, Amy et Matthew qui s'est suicidé à l'âge de 27 ans) et deux petits-enfants. Il considère Billy Graham comme son mentor.
En 2002, après le succès de son livre Une vie motivée par l'essentiel, il affirme avoir pris la décision d’« inverser la dîme », en faisant don de 90 % de ses revenus à trois fondations et ne plus recevoir de salaire de l’église.

## Distinctions
En 2004, il est nommé l’une des « personnes les plus marquantes de 2004 » par le Time Magazine pour son livre Une vie motivée par l'essentiel, avoir donné 90% de ses revenus à des organismes caritatifs, avoir fait campagne contre la faim et développé un programme anti-drogue (Celebrate Recovery) pour les détenus. En avril 2005, il est nommé l’une des « 100 personnes les plus influentes au monde » par le Time Magazine pour son livre Une vie motivée par l'essentiel qui a aidé Ashley Smith à se libérer d’une prise d’otage (ce qui a inspiré le film  Captive) et avoir donné 90% de ses revenus à des organismes caritatifs .
Warren est désigné l’un des « 25 meilleurs leaders d’Amérique » en octobre 2005 par le U.S.News and World Report notamment pour son programme humanitaire P.E.A.C.E. Plan. En 2006, Warren a été nommé par Newsweek l'une des "15 personnalités qui ont rendu l’Amérique plus grande" notamment pour son programme humanitaire P.E.A.C.E. Plan, son livre Une vie motivée par l'essentiel et avoir donné 90% de ses revenus à des organismes caritatifs.

## Critiques

### The Purpose Driven Life
En 2005, le pasteur Nathan Busenitz, dans un chapitre de l'ouvrage Fool’s Gold? édité par John F. MacArthur, critique le livre The Purpose Driven Life de Warren pour son manque de précision et l’usage de certaines paraphrases ne respectant pas de façon philologique les textes bibliques, tout en admettant que Warren cherchait à fonder son ouvrage sur la Bible, .

### Stratégie de croissance pour l’Église
Le théologien américain Bob DeWaay fait à la fin de 2005 une analyse critique sur le plan biblique et ancrée dans le réalisme au sujet des implications tant théologiques que pratiques des méthodes de Warren, ainsi que de ce qu’elles peuvent avoir de schismatique.
Des églises expriment des inquiétudes semblables en septembre 2006 en raison de divisions sur les stratégies de croissance « purpose-driven ». Un peu partout dans les États-unis, des congrégations se divisent ou expulsent des membres qui combattent les changements « purpose-driven », et malgré des succès dans d’autres endroits, pour certaines églises qui ont adopté l’approche « purpose-driven » l'expérience est éprouvante.

### Visite syrienne
Warren est également critiqué pour sa rencontre le 12 novembre 2006 avec le président de la Syrie, Bachar el-Assad, et le Grand Mufti, le cheikh Ahmad Badreddin Hassoun. Les détracteurs mettent en cause la longue histoire du soutien syrien au terrorisme et une déclaration de Warren affirmant que la Syrie était un pays modéré, et que le gouvernement travaillait pour éviter toute forme d’extrémisme. Warren a dit avoir été mal cité en reprochant à ses accusateurs de n’avoir lu que des communiqués de presses syriens.

### Vision traditionnelle du mariage
En décembre 2008, lorsque Warren est annoncé pour diriger une prière lors de la cérémonie d'investiture du président Barack Obama en janvier, des médias critiquent ce choix, accusant Warren de discours haineux, parce qu’il a écrit dans une lettre à son église en octobre qu’il croyait que la définition biblique du mariage entre un homme et une femme ne devait pas être changée. Quelques mois auparavant, en juin 2008, il a dit qu’il avait développé de bonnes relations avec plusieurs personnes gays en raison du ministère de l’église pour les personnes vivant avec le VIH/SIDA, sans avoir à compromettre ses croyances bibliques et être d’accord sur tous les sujets . Le président Obama a défendu Warren, en rappelant avoir été invité à parler à Saddleback, malgré ses opinions différentes sur les personnes gays, et que c’est ce genre de dialogue pacifique qu’il souhaitait mettre en œuvre en invitant Warren. D'un autre côté, certains pasteurs évangéliques ont critiqué Warren pour ne pas être assez militant contre le mariage de personne de même sexe et l'avortement. À ces critiques, il a répondu que ces derniers mettaient trop d’attention sur la lutte contre le mariage gay et l'avortement.

### Travail social avec les musulmans
En 2009 et 2012, des pasteurs évangéliques l’ont également critiqué pour sa participation à des conférences islamiques et son invitation à travailler avec les musulmans pour résoudre des problèmes mondiaux. À ces critiques, il a répondu qu’il cherchait à être l’ami de tous comme Jésus-Christ.

## Publications
En anglais
- Personal Bible Study Methods, 1981 (ISBN 0-9660895-0-2)
- Answers to Life's Difficult Questions, 1985  (ISBN 0-9660895-2-9)
- The Power to Change Your Life, 1990  (ISBN 0-9660895-1-0)
- The Purpose Driven Church, 1995  (ISBN 0-310-20106-3)
- The Purpose Driven Life, 2002  (ISBN 0-310-20571-9)
- What on Earth Am I Here For?, 2012  (ISBN 0-310-26483-9)

En français
- L'Église, une passion, une vision (The Purpose Driven Church), Eternity Publishing House, 1999  (ISBN 2-9511515-6-X)
- Une vie, une passion, une destinée (The Purpose Driven Life), Ministères Multilingues, 2003  (ISBN 2895760241)